# علم الآلات الروحانية
علم الآلات الروحانية هو علم تتبين منه كيفية إيجاد الآلات المرتبة المبنية على ضرورة عدم الخلاء ونحوها كقدح العدل وقدح الحور؛ أما الأول فهو إناء إذا امتلأ منها قدر معين يستقر فيها الشراب وإن زيد عليها ولو بشيء يسير ينصب الماء ويتفرغ الإناء عنه بحيث لا يبقى منه قطرة؛ وأما الثاني فله مقدار معين إن صب فيه الماء بذلك القدر القليل يثبت وإن ملئ يثبت أيضا وإن كان بين المقدارين يتفرغ الإناء كل ذلك لعدم إمكان الخلاء. هذا العلم من حيث تعلقه بمقدار معين من الإناء من فروع علم الهندسة ومن حيث كونه مبنيا على عدم الخلاء من فروع العلم الطبيعي ومن هذا القبيل دوران الساعات.

## وجه التسمية
يسمى علم آلات روحانية لارتياح النفس وارتياضها بغرائب هذه الآلات.

## الكتب
من أشهر كتب هذا الفن حيل بني موسى بن شاكر وفيه كتاب مختصر لغيلن وكتاب مبسوط للبديع الجزري.